# Giacomo Garavaglia
Pour les articles homonymes, voir Garavaglia.
Giacomo Garavaglia, né le 3 juillet 1996 à Magenta, est un coureur cycliste italien, membre de l'équipe Work Service-Vitalcare-Vega.

## Biographie
Passionné de vélo dès son enfance, Giacomo Garavaglia commence le cyclisme à l'âge de 11 ans (G5), après s'être essayé au football.
En catégorie juniors, il se distingue sur piste en devenant champion d'Italie de poursuite par équipes en 2013 et 2014. Sur route, il termine troisième des championnats d'Italie en 2013. Il fait ensuite ses débuts espoirs en 2015 au sein de l'équipe Named-Ferroli.  
En 2017, il s'impose sur le Giro del Valdarno, course du calendrier national, et termine notamment septième du Gran Premio Capodarco et huitième du Grand Prix de Poggiana, sous les couleurs de l'équipe Viris Maserati. L'année suivante, il remporte deux nouvelles courses chez les amateurs italiens : la Coppa Giulio Burci et le Gran Premio Ezio del Rosso, tout en obtenant diverses places d'honneur. Dans le calendrier continental, il se classe deuxième d'une étape de Toscane-Terre de cyclisme et de la Coppa della Pace. 
En 2019, il court chez Colpack, qui devient une équipe continentale. Il rejoint ensuite la formation espagnole Kometa-Xstra en 2020. Puncheur-sprinteur, il se classe onzième du Trofeo Ses Salines-Campos-Porreres-Felanitx en début de saison, avant que la saison ne soit interrompue à cause de la pandémie de Covid-19. Lors de la reprise des courses en été, il se fait remarquer en terminant sixième d'une étape sur le Tour de l'Ain et neuvième du championnat d'Italie. 

## Palmarès sur route

### Par année
- 2013
  - 3e du championnat d'Italie sur route juniors
- 2017
  - Giro del Valdarno
- 2018
  - Coppa Giulio Burci
  - Gran Premio Ezio Del Rosso
  - 2e de Milan-Busseto
  - 2e de la Coppa della Pace
  - 3e du Gran Premio Montanino
- 2022
  - 2e étape du Tour de Vénétie
  - 2e du Gran Premio Ezio Del Rosso
- 2023
  - Gran Premio Comune di Castellucchio
  - Giro dell'Alto Abruzzo
  - 2e du Gran Premio Ezio Del Rosso
  - 3e de l'Astico-Brenta

### Classements mondiaux
| Année                                 | 2017  | 2018  | 2019 | 2020  | 2021  | 2022  | 2023  |
| ------------------------------------- | ----- | ----- | ---- | ----- | ----- | ----- | ----- |
| Classement mondial                    | 2472e | 1523e | nc   | 1152e | 1785e | 1440e | 1704e |
| UCI Europe Tour                       | 1612e | 976e  | nc   | 892e  | 1227e | 979e  | nc    |
|                                       |       |       |      |       |       |       |       |
| Légende : nc = non classéSource : UCI |       |       |      |       |       |       |       |

## Palmarès sur piste

### Championnats nationaux
- 2013
  -  Champion d'Italie de poursuite par équipes juniors (avec Davide Plebani et Giovanni Pedretti)
  - 2e du championnat d'Italie de l'américaine juniors
- 2014
  -  Champion d'Italie de poursuite par équipes juniors (avec Giovanni Pedretti, Imerio Cima et Matteo Moschetti)
  -  Champion d'Italie de l'américaine juniors (avec Matteo Moschetti)
  - 3e du championnat d'Italie de poursuite juniors